# Sasquatch Sunset
Sasquatch Sunset es una película de comedia surrealista estadounidense de 2024, dirigida por David Zellner y Nathan Zellner, y escrita por David Zellner. La trama sigue a una familia de sasquatches (pies grandes) a lo largo de un año, explorando sus rutinas diarias, comportamientos y su relación con el entorno natural.  
El elenco principal está compuesto por Riley Keough, Jesse Eisenberg, Christophe Zajac-Denek y Nathan Zellner. La producción ejecutiva estuvo a cargo de Ari Aster, a través de su compañía Square Peg.
La película se estrenó mundialmente el 19 de enero de 2024 en el Festival de Cine de Sundance. Fue distribuida por Bleecker Street y estrenada comercialmente el 12 de abril de 2024 en Estados Unidos.  

## Reparto
| Actor                  | Personaje     |
| ---------------------- | ------------- |
| Jesse Eisenberg        | El macho      |
| Riley Keough           | La hembra     |
| Christophe Zajac-Denek | El niño       |
| Nathan Zellner         | El macho alfa |

## Producción
En agosto de 2022 Jesse Eisenberg anunció su participación en la película como actor y productor, con David Zellner y Nathan Zellner como directores. En una entrevista con Entertainment Weekly, declaró: "Estoy completamente maquillado, y con vello corporal completo. Gruño, pero no tengo líneas, y tengo muchas ganas de que llegue esto". 
Para ayudar al elenco a prepararse para sus papeles, Eisenberg contrató al entrenador de movimiento y mimo Lorin Eric Salm, con quien ya había trabajado para interpretar al mimo francés Marcel Marceau, en el largometraje Resistance. 
Antes de comenzar el rodaje, en lo que se denominó "Sasquatch School (Escuela de Pies Grandes" o "Ape Camp (Campamento de Simios)", Salm trabajó con los actores para explorar el comportamiento de sasquatch y establecer movimientos consistentes para las criaturas, para que todas parecieran ser de la misma especie.  
Inspirarse tanto en los primates no humanos, como en la tradición de Pie Grande, les sirvió para encontrar un equilibrio entre el movimiento humano y el de los demás homínidos. 
El trabajo incluyó crear un paseo, aprender el comportamiento animal, desarrollar la comunicación no verbal, así como explorar cómo un sasquatch podría interactuar con objetos desconocidos. 
Las sesiones de movimiento también se centraron en matices de la vida diaria de los sasquatch, visto en su forma de comer. Durante este período de entrenamiento se eligieron sus vocalizaciones y formas de comunicación.
La fotografía principal tuvo lugar en el norte de California en 2022.

## Estreno
Sasquatch Sunset se estrenó mundialmente el 19 de enero de 2024 en el Festival de Cine de Sundance 2024. Antes de esto, Bleecker Street adquirió los derechos de distribución de la película.
También se proyectó en el 74.º Festival Internacional de Cine de Berlín, el 19 de febrero de 2024, como parte de la sección Berlinale Special, y South by Southwest el 11 de marzo de 2024. Se estrenó en cines, de forma limitada en Estados Unidos, el 12 de abril de 2024. Una semana después se estrenaría de forma amplia. 